# Josefa Moreno y Nartos
Josefa Moreno y Nartos (Baeza, 1820-¿?) fue una escritora y poeta española.

## Biografía
Nació en Baeza, provincia de Jaén. 
Publicó versos en periódicos de su localidad natal y en publicaciones de Granada y Madrid. Según Simón Palmer era una mujer de gran belleza y cultura. No se tienen apenas más datos sobre su vida. Murió joven.
La mayoría de su producción es poética. Dedicó poesías a su amiga E. de D. en La Alhambra de Granada. Según indica Fagoaga, Moreno y Nartos apareció vinculada en 1845 al núcleo liderado por Gertrudis Gómez de Avellaneda manifestado en el semanario madrileño Gaceta de las Mujeres, con el subtítulo redactado por ellas mismas, y que marcó la aparición de prensa de mujeres. Junto a ella colaboraron en la publicación, entre otras, Carolina Coronado y la malagueña Dolores Gómez de Cádiz de Velasco. Su firma aparece de nuevo en La Mujer, publicación madrileña que vio la luz en 1851. Esta publicación estuvo vinculada al grupo de mujeres liderado por María Tadea Verdejo y Durán quien, como Josefa, murió joven. Fue éste uno de los primeros núcleos feministas de la península. La mayoría de las colaboradoras lo hacían con textos poéticos, repitiéndose algunos nombres de colaboradoras en la Gaceta de las Mujeres como Ángela Grassi, Amalia Fenollosa, Vicenta Villalonga, Robustiana Armiño, Venancia López Villabrile, Ängela Morejón, la andaluza Rosa Butler o la «La ciega de Manzanares». Además de en La Gaceta de las Mujeres y La Mujer, publicó en la granadina Tarántula, en El Anfión Matritense y El Heraldo Madrileño.